# Erstsprache
Die Erstsprache ist die Sprache, die ein Mensch als erste Sprache lernt. Umgangssprachlich wird die Erstsprache als Muttersprache bezeichnet. Dies können allerdings aus unterschiedlichen Gründen auch zwei oder mehrere Sprachen gleichzeitig sein; dann werden sie in der Regel von mehreren Personen übertragen, nicht nur von der Mutter. Mehrsprachige Menschen beherrschen ihre Erstsprachen meistens mit der höchsten Kompetenz.

## Erstsprache, Zweitsprache und starke Sprache
In vielen Fällen ist die Erstsprache eines Kindes auch dessen starke Sprache, also die Sprache, die es am besten spricht und am meisten nutzt. Das ist aber nicht immer der Fall. So kann es sein, dass Kinder statt ihrer Erstsprache eher die Zweitsprache als starke Sprache verwenden, wie in den folgenden Beispielen:
Besonders in Minderheitensprachen mit starker Durchmischung der dominierenden Sprache gibt es viele Familien, in denen eines der oder beide Elternteile die Minderheitensprache besser beherrschen als die dominierende Sprache, diese unter sich auch normal gebrauchen. Die Kinder solcher Familien werden jedoch häufig dazu angehalten, die besser angesehene und vermutlich nützlichere offizielle Sprache des Landes zu sprechen, in dem die Familie lebt. Dies geschieht meist mit dem Hintergedanken, dass die Kinder später ein erfolgreiches Leben führen sollen. Die sogenannte Muttersprache wird dann oft nur unzureichend erlernt.
Eine ähnliche Situation ergibt sich jedoch selbst in modernen Migrantenfamilien, in denen die Eltern gute Zweitsprachenkenntnisse haben und Wert darauf legen, dass die Kinder die Sprache ihres Herkunftslandes erlernen. Auch in Familien, in denen beide Eltern nur die Sprache des Herkunftslandes nutzen, gewöhnen Kinder sich nämlich sehr leicht daran, auch zu Hause nur die Sprache des neuen Heimatlandes zu sprechen. Diese müssen sie beherrschen, um sich in der Schule und unter Gleichaltrigen verständigen zu können. Dabei sprechen die Eltern die Sprache des neuen Heimatlandes gut genug, um ihre Kinder verstehen zu können und sich daran zu gewöhnen, dass diese nicht in der Muttersprache antworten. Weil die Sprache des Herkunftslandes unter diesen Umständen weniger trainiert wird als die des neuen Heimatlandes, wird ihre Verwendung für die Kinder bald mühsam, was die Zufluchtnahme zur Sprache des neuen Heimatlandes verstärkt.
Sprachforscher betonen die Bedeutung der Beherrschung der Muttersprache für das Erlernen einer Zweitsprache. Sie messen daher dem muttersprachlichen Unterricht an Schulen eine hohe Bedeutung bei. Zudem sollten Eltern auf keinen Fall in einer für sie fremden Sprache radebrechend sprechen, sondern vielmehr in ihrer Muttersprache mit ihren Kindern sprechen.